# تونز اند آی
تونز اند آی (انگلیسی: Tones and I؛ زادهٔ ۱۳ مهٔ ۱۹۹۳) خواننده-ترانه‌پرداز اهل استرالیا است. وی از سال ۲۰۱۸ میلادی تاکنون مشغول فعالیت بوده‌است. ترانه‌های مشهور وی میمون رقاص و جانی فرار کن هستند.
او در دوران نوجوانی به موسیقی علاقه‌مند شد و در دبیرستان نواختن کیبورد و استفاده از پدهای درام و لوپ‌پدال را آغاز کرد. یکی از بستگانش نخستین بار استعداد خوانندگی او را در یک گردهمایی خانوادگی در پارک فرانکستون کشف کرد. پس از از دست دادن شغل خود در خرده‌فروشی، با پول حاصل از آن یک ایستگاه لوپ RC300 خرید و به‌صورت خودآموز شروع به ساخت موسیقی کرد. در سال ۲۰۱۸، او به بایرون بی رفت و به‌عنوان نوازنده خیابانی اجراهای خود را آغاز کرد که با استقبال گسترده‌ای روبه‌رو شد.

## اوایل زندگی
تونی واتسون در کوه مارتا در شبه جزیره مورنینگتون در جنوب ملبورن، در ایالت ویکتوریا استرالیا بزرگ شد. گزارش‌های متناقض حاکی از آن است که وی یا در سال ۱۹۹۳ یا در سال ۲۰۰۰ به دنیا آمده‌است.این هنرمند ترجیح می‌دهد جزئیات تولد خود را فاش نکند، «من هرگز سن خود را انکار نکردم. هرگز در این باره دروغ نگفتم. الان فقط چیزی نمی‌گویم … همه چیز در اینترنت اشتباه است.»

## آغاز حرفه موسیقی
در فوریه ۲۰۱۹، Tones and I نخستین تک‌آهنگ خود با نام «Johnny Run Away» را منتشر کرد که به سرعت در استرالیا محبوب شد. در مه همان سال، دومین تک‌آهنگ او با نام «Dance Monkey» منتشر شد که موفقیت جهانی بی‌سابقه‌ای کسب کرد. این ترانه در بیش از ۳۰ کشور به رتبهٔ اول رسید و رکورد ۲۴ هفتهٔ متوالی در صدر جدول تک‌آهنگ‌های ARIA استرالیا را ثبت کرد. همچنین، این ترانه به مدت ۱۱ هفته در صدر جدول تک‌آهنگ‌های بریتانیا قرار داشت و به یکی از پربازدیدترین ترانه‌های تاریخ در پلتفرم‌هایی مانند Spotify و Shazam تبدیل شد.

## آثار موسیقی

### آلبوم‌ها
Welcome to the Madhouse (۲۰۲۱): نخستین آلبوم استودیویی Tones and I که شامل ترانه‌هایی مانند «Fly Away» و «Cloudy Day» است.
Beautifully Ordinary (۲۰۲۴): دومین آلبوم استودیویی او که در صدر جدول ARIA قرار گرفت و به یکی از پرفروش‌ترین آلبوم‌های سال در استرالیا تبدیل شد.

### آثار دیگر
The Kids Are Coming (۲۰۱۹): نخستین ای‌پی او که شامل ترانه‌های «Dance Monkey»، «Johnny Run Away» و «Never Seen the Rain» است.

## زندگی شخصی
Tones and I به‌طور کلی زندگی شخصی خود را خصوصی نگه داشته است. در مارس ۲۰۲۳، او با جیمی بدفورد، بازیکن سابق AFL و عضو تیم فنی‌اش، در بالی ازدواج کرد. او در مصاحبه‌ای اشاره کرد که در ابتدای شهرتش با فشارهای رسانه‌ای و آزارهای آنلاین مواجه بوده و به همین دلیل ترجیح داده است زندگی شخصی‌اش را از دید عموم دور نگه دارد.

## جوایز و افتخارات
در سال ۲۰۱۹، Tones and I در جوایز موسیقی ARIA چهار جایزه از جمله بهترین هنرمند زن، بهترین اثر پاپ، هنرمند نوظهور و بهترین انتشار مستقل را دریافت کرد. او بیشترین تعداد جوایز را در آن سال به خود اختصاص داد.